# John Shrapnel

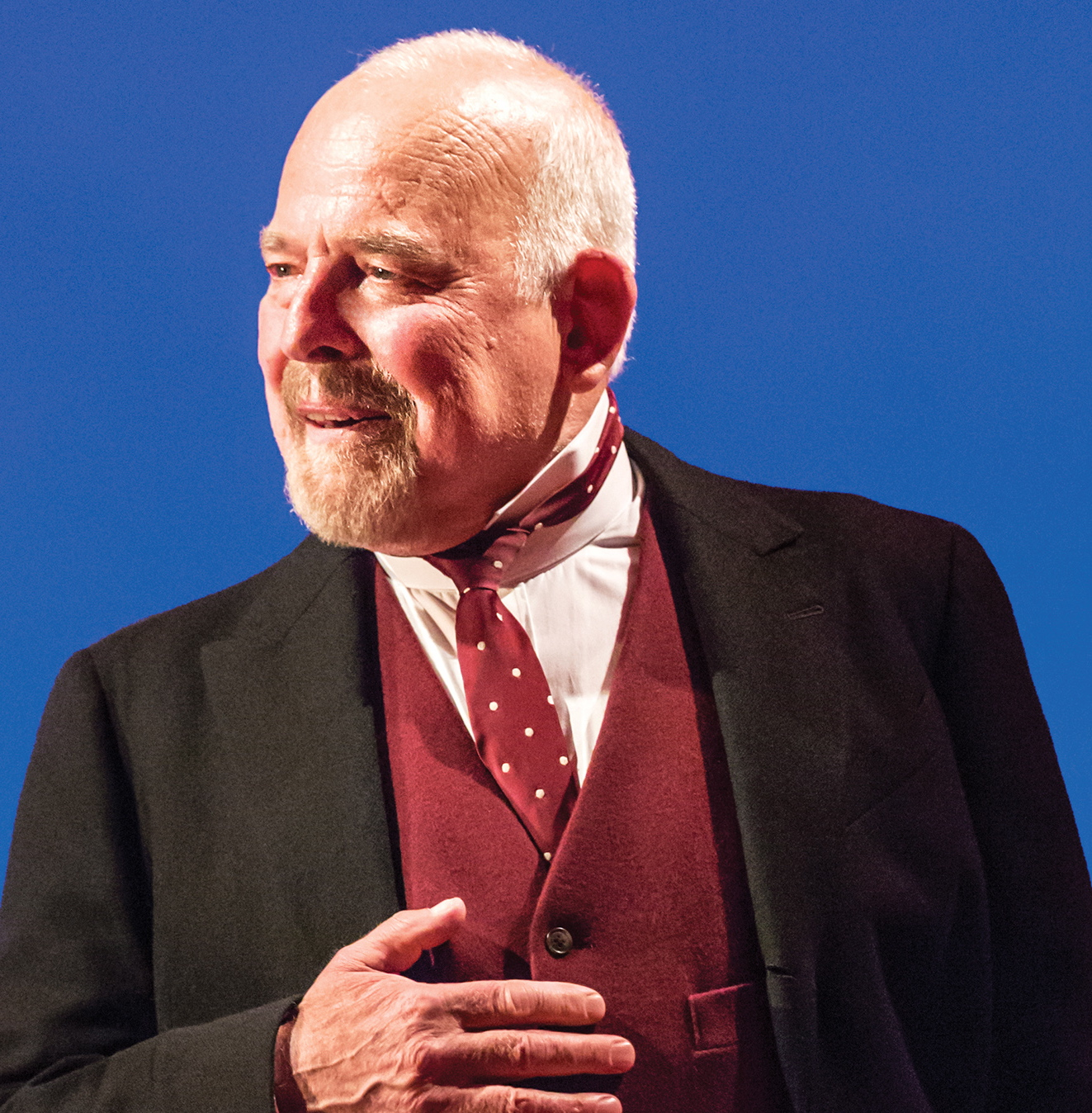
John Shrapnel, 2015

John Morley Shrapnel  (* 27. April 1942 in Birmingham; † 14. Februar 2020) war ein britischer Theater- und Filmschauspieler. 

## Leben
John Shrapnel, der Sohn des Journalisten Norman Shrapnel (The Guardian), wuchs in Manchester auf. Als Theaterschauspieler war er Mitglied  des Royal National Theatre (unter Laurence Olivier) und der Royal Shakespeare Company. Er spielte in der BBC Television Shakespeare Serie und in zahlreichen anderen Shakespeare-Produktionen mit.
1975 heiratete er Francesca Ann Bartley, die jüngere Tochter der Schauspielerin Deborah Kerr. Sie haben drei Söhne: den Drehbuchautor Joe Sebastian (* 1976) sowie die Schauspieler Alexander Lex Carey (* 1979) und Thomas Tom Heydon (* 1981).
John Shrapnels Filmografie umfasst über 50 internationale Kino- und TV-Filme. 
Sein jüngerer Bruder Hugh (* 1947) arbeitet als Komponist.

## Filmografie (Auswahl)
- 1971: Elizabeth R (TV)
- 1972: Papst Johanna (Pope Joan)
- 1975: Mondbasis Alpha 1 (Space: 1999, Fernsehserie, 1 Folge)
- 1978: Edward and Mrs. Simpson (TV)
- 1983: Wagner – Das Leben und Werk Richard Wagners (Wagner)
- 1987: Personal Service (Personal Services)
- 1988: Zeugenaussage (Testimony)
- 1989: Ein erfolgreicher Mann (How to Get Ahead in Advertising)
- 1994: Vaterland (Fatherland) (TV)
- 1996: 101 Dalmatiner (101 Dalmatians)
- 1997: Inspektor Morse, Mordkommission Oxford (Inspector Morse, Fernsehserie, 1 Folge)
- 1998/2006: Inspector Barnaby (Midsomer Murders, Fernsehserie, 2 Folgen)
- 1999: Notting Hill
- 1999: Maria – Die heilige Mutter Gottes (Mary, Mother of Jesus) (TV)
- 2000: Gladiator
- 2001: The Body
- 2002: K-19 – Showdown in der Tiefe (K-19: The Widowmaker)
- 2004: Troja (Troy)
- 2005: Shadow of the Sword – Der Henker (Henker)
- 2006: Alien Autopsy – Das All zu Gast bei Freunden (Alien Autopsy)
- 2007: Sparkle
- 2007: Rom – Cäsars Spiel um die Macht (6-tlg. BBC-Dokumentation)
- 2007: Inspector Lynley (The Inspector Lynley Mysteries, Fernsehserie, 1 Folge)
- 2007: Elizabeth – Das goldene Königreich (Elizabeth: The Golden Age)
- 2008: Mirrors
- 2008: Die Herzogin (The Duchess)
- 2010: New Tricks – Die Krimispezialisten (New Tricks, Fernsehserie, 1 Folge)
- 2011: The Awakening
- 2011: Waking the Dead – Im Auftrag der Toten (Waking the Dead, Fernsehserie, 2 Folgen)
- 2012: Merlin – Die neuen Abenteuer (Merlin, Fernsehserie, 1 Folge)